# Busstation ’t Oor
Busstation ’t Oor ligt in het stadsdeel Almere Stad (voorheen op de grens van de stadsdelen Almere Haven en Almere Stad) in de Nederlandse provincie Flevoland. Dit busstation ligt ten zuidwesten van het Weerwater. Het busstation kwam in gebruik in mei 1982 bij de toenmalige vervoerder VAD (sinds 2017 is Keolis actief) en verving de overstaphalte bij de Hollandse Brug. Daar draaide de bus een rondje, vandaar de naam ’t Oor. Het busstation uit 1982 had een ovaalvormige middenperron gelijkend op een oor.
’t Oor is een busstation met zes haltes, waarop één stadsbus, diverse streekbussen en één nachtbus langskomen. ’t Oor is gelegen op een brug boven de A6 (bij de westelijke helft van aansluiting Almere Haven) en bevat P+R-mogelijkheden. Oorspronkelijk lag dit busstation ten noorden van de A6. Door de Floriade 2022 en de verbreding van de A6 moest het busstation verplaatst worden. Daarom is er een viaduct boven de A6 (het westelijke deel van aansluiting Almere Haven) gebouwd. Hier is busstation 't Oor per 5 mei 2019 in gebruik genomen. Daarnaast zijn daar ook de op- en afrit van en naar Amsterdam (A6) op aangesloten. Deze zijn bereikbaar via de verplaatste Noorderdreef.

## Buslijnen
Op busstation ’t Oor stoppen de volgende lijnen:

### Metrobussen
| Lijn | Lijn       | Route                   | Via | Opmerkingen |
| ---- | ---------- | ----------------------- | --- | --- |
| M1   | Havenmetro | Station Centrum - Haven | Stedenwijk, Busstation ’t Oor, De Steiger, De Gouwen, De Wierden, De Hoven, Centrum, De Werven, De Meenten, De Grienden, De Marken, De Steiger | Rijdt in Haven vanaf De Steiger afwisselend linksom of rechtsom, rijdt bij Station Centrum verder als buslijn M2 . Rijdt op zaterdag 24 uur per dag op de hele route. |

### R-net
| Lijn | Route                                                     | via | Opmerking                                                            |
| ---- | --------------------------------------------------------- | --- | -------------------------------------------------------------------- |
| 322  | Almere, Station Parkwijk - Amsterdam, Amstelstation       | Almere Stad (Verzetswijk, Tussen de Vaarten, Sallandsekant, Danswijk, Veluwsekant, Busstation ’t Oor, Gooisekant), Almere Poort (Hogekant, Europakwartier, Topsportcentrum, Station Poort, Strand), Muiden (P+R, Maxisweg), Diemen (Diemerknoop), Amsterdam-Oost (Brinkstraat, Middenweg) | Rijdt buiten de spitsuren alleen tussen busstation 't Oor en Muiden. |
| 326  | Almere, Station Centrum - Blaricum, Carpoolplaats         | Almere Stad (Stedenwijk, Busstation ’t Oor, Veluwsekant), Almere Hout (De Kemphaan, Stichtsekant) | Rijdt niet in het weekend.                                           |
| 327  | Almere, Haven - Amsterdam, Amstelstation                  | Almere Haven (De Steiger, De Gouwen, De Wierden, De Hoven, Centrum, De Werven, De Meenten, De Grienden, De Marken, De Steiger), Almere Stad (Busstation ’t Oor), Muiden (P+R, Maxisweg), Diemen (Diemerknoop), Amsterdam-Oost (Brinkstraat, Middenweg)                                    |                                                                      |
| 330  | Almere, Station Buiten - Amsterdam, Station Bijlmer ArenA | Almere Buiten (Bloemenbuurt, Faunabuurt, Landgoederenbuurt), Almere Stad (Tussen de Vaarten, Sallandsekant, Danswijk, Veluwsekant, Busstation ’t Oor), Muiden (P+R, Maxisweg), Diemen (Diemerknoop, Provincialeweg), Amsterdam-Zuidoost (Eekholt, Bijlmerplein)                           |                                                                      |

### Streekbus
De enige (normale) streekbus die op het busstation stopt wordt gereden door EBS onder de naam RRReis en verzorgt het busvervoer in Flevoland en delen van Gelderland en Overijssel.
| Lijn | Route                                    | Via                                                   | Opmerkingen |
| ---- | ---------------------------------------- | ----------------------------------------------------- | --- |
| 150  | Almere, Station Centrum - Zeewolde, Mast | Stedenwijk, Busstation ’t Oor, De Kemphaan, De Eemhof | Rijdt zeven keer per richting per dag in een onregelmatige frequentie, 1x per 2 uur. Tussen Station Centrum en Busstation ’t Oor geen lokaal vervoer. |

### nightGo
De nightGo-bussen zijn de nachtbussen van allGo en gaan vanuit Almere Centrum en Buiten via verschillende wijken van Almere naar Amsterdam en vice versa. De nachtbussen van nightGo rijden alleen op zaterdagnacht en is een combinatie tussen de buslijnen van allGo en R-net.
| Lijn | Route                                                 | Via                                                                                   | Opmerkingen                    |
| ---- | ----------------------------------------------------- | ------------------------------------------------------------------------------------- | ------------------------------ |
| N23  | Almere, Station Centrum - Amsterdam, Centraal Station | Almere Stad (Flevoziekenhuis, Filmwijk, Veluwsekant, Busstation ’t Oor), Muiden (P+R) | Rijdt alleen op zaterdagnacht. |